# Bellibos (Bellibos) dageti
Bellibos (Bellibos) dageti is een pissebed uit de familie Munnopsidae. De wetenschappelijke naam van de soort is voor het eerst geldig gepubliceerd in 1975 door Chardy.